# Понор Коренички
Понор Коренички је насељено мјесто у Лици. Припада општини Плитвичка Језера, у Личко-сењској жупанији, Република Хрватска.

## Географија
Понор Коренички је удаљен око 6 км источно од Коренице.

## Историја
Понор Коренички се од распада Југославије до августа 1995. године налазио у Републици Српској Крајини. До територијалне реорганизације у Хрватској насеље се налазило у саставу бивше велике општине Кореница.

## Становништво
Према попису из 1991. године, насеље Понор Коренички је имало 19 становника, и сви су били српске националности. Према попису становништва из 2001. године, Понор Коренички није имао становника. Према попису становништва из 2011. године, насеље Понор Коренички је имало 3 становника.
| Националност       | 1991. | 1981. | 1971. | 1961. |
| Срби               | 19    | 40    | 91    | 137   |
| Југословени        |       |       | 1     |       |
| остали и непознато |       | 1     |       | 2     |
| Укупно             | 19    | 41    | 92    | 139   |

| Демографија | Демографија | Демографија |
| Година      | Становника  | Становника  |
| ----------- | ----------- | ----------- |
| 1961.       | 139         |             |
| 1971.       | 92          |             |
| 1981.       | 41          |             |
| 1991.       | 19          |             |
| 2001.       | 0           |             |
| 2011.       |             | 3           |